# Vale Midland
O Vale Midland é um vulcão inativo em que se estende do leste a oeste entre os planaltos do sul e as Highlands, na Escócia. Ele é delimitado ambos por duas falhas transcorrentes antigas que dividem a Escócia em dois. Na área sul, fica a Southern Upland Fault e no lado norte, a Highland Boundary Fault.
Há cerca de 538 milhões de anos, o norte da Escócia estava integrado com o antigo continente chamado de Laurência. Após 300 milhões de anos, Laurência foi separado das Ilhas Britânicas e foi levado para Avalónia, criando as falhas de Great Glen e no vale Midland. A pressão das montanhas escocesas formou um evento denominado orogenia caledoniana.

## Mineração
A área do Vale Midland é rico em carvão. A extração do minério começou há 900 anos. O carvão desta região foi formado pela transformação de materias orgânicas em carvão. Há 318 milhões de anos, a área era pantanosa e o clima era equatorial.